# 뉴질랜드의 국가
뉴질랜드의 국가는 〈신이여 국왕 폐하를 보호하소서〉(God Save the King (Queen))와 〈신이시여 뉴질랜드를 지켜주소서〉(God Defend New Zealand) 두 개이다.
뉴질랜드 정부는 왕실과 관계된 경우에는 〈신이여 국왕 폐하를 보호하소서〉를 부르도록 하고, 뉴질랜드의 국가 정체성을 나타낼 때에는 〈신이시여 뉴질랜드를 지켜주소서〉를 부르도록 하고 있다.

## 〈신이여 국왕폐하를 보호하소서〉
1977년까지는 영국과 마찬가지로 〈신이여 여왕을 보호하소서〉가 뉴질랜드의 유일한 국가였다. 1977년 이후로는 〈신이여 여왕을 보호하소서〉와 함께 공동으로 국가의 지위를 가지게 되었다.
〈신이여 국왕을 보호하소서〉는 또한 뉴질랜드의 왕실가(王室歌, royal anthem)의 지위를 지니고 있다. 〈신이여 국왕을 보호하소서〉가 국가와 왕실가를 겸한다는 점은 영국과 동일하지만, 뉴질랜드에서는 자체 국가가 하나 더 존재한다는 점이 다르다.
참고로 영국과 뉴질랜드를 제외한 현존 영국 연방 왕국들은 〈신이여 국왕 폐하를 보호하소서〉에 국가의 지위를 부여하지 않고 있고 왕실가의 지위만 부여하고 있다.

## 〈신이시여 뉴질랜드를 지켜주소서〉
〈신이시여 뉴질랜드를 지켜주소서〉는 1870년대에 토머스 브래큰(Thomas Bracken)이 작사하였고, 1876년에 존 조지프 우즈(John Joseph Woods)가 작곡하였다. 1978년 6월 1일부터 〈신이여 여왕을 보호하소서〉와 더불어 공동으로 국가가 되었다.
현재 이 노래의 마오리어 가사도 추가되어 뉴질랜드 정부에 의해 공식적으로 인정되고 있다. 이 노래에 붙여진 마오리어 제목은 영어 제목과 의미가 다른 〈아오테아로아(Aotearoa)〉이다. 아오테아로아는 뉴질랜드의 마오리어 이름이다.